# Ajain
Pour l’article ayant un titre homophone, voir Agen.
Ajain est une commune française située dans le département de la Creuse, en région Nouvelle-Aquitaine. Elle appartient au canton de Saint-Vaury.

## Géographie

### Généralités

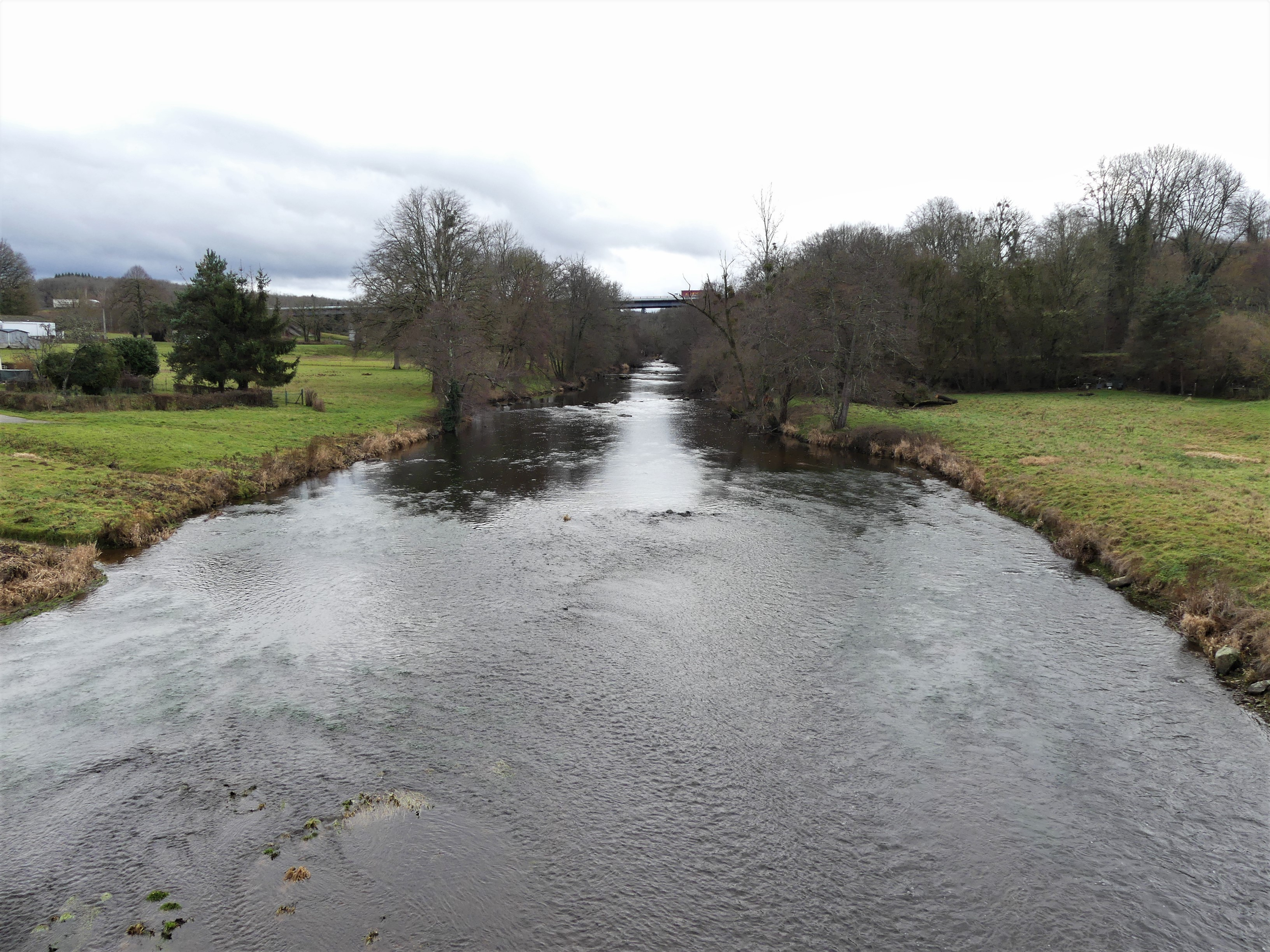
La Creuse au pont de la route départementale 100, en limite d'Ajain (à gauche) et Sainte-Feyre.

Dans la moitié nord du département de la Creuse, la commune d'Ajain s'étend sur 33,14 km2. Elle est bordée au sud-ouest sur cinq kilomètres par la Creuse, en limite de Saint-Laurent et Sainte-Feyre, et arrosée par plusieurs de ses affluents et sous-affluents de rive droite, comme la Gasne ou le ruisseau des Mazeaux.
L'altitude minimale avec 310 mètres se trouve localisée au sud-ouest, là où la Creuse quitte le territoire communal et sert de limite entre celles de Glénic et de Sainte-Feyre. L'altitude maximale avec 560 ou 562 mètres est située à l'est, au lieu-dit le Grand Bois.
En bordure de la route nationale 145 (2 × 2 voies), axe Montluçon-Bellac, accessible par l'échangeur no 46 et traversé par les routes départementales (RD) 3, 11, et 63A1, le bourg d'Ajain est situé, en distances orthodromiques, onze kilomètres à l'est-nord-est du centre-ville de Guéret, la préfecture.
Le territoire communal est également desservi par les RD 16 et 100.

### Communes limitrophes
Ajain est limitrophe de six autres communes.
|              | Roches        | Ladapeyre |
| Glénic       | Ajain         |           |
| Sainte-Feyre | Saint-Laurent | Pionnat   |

### Climat
Pour des articles plus généraux, voir Climat de la Nouvelle-Aquitaine et Climat de la Creuse.
En 2010, le climat de la commune est de type climat des marges montargnardes, selon une étude s'appuyant sur une série de données couvrant la période 1971-2000. En 2020, Météo-France publie une typologie des climats de la France métropolitaine dans laquelle la commune est exposée à un climat de montagne ou de marges de montagne et est dans la région climatique Ouest et nord-ouest du Massif Central, caractérisée par une pluviométrie annuelle de 900 à 1 500 mm, maximale en automne et en hiver.
Pour la période 1971-2000, la température annuelle moyenne est de 10,3 °C, avec  une amplitude thermique annuelle de 14,9 °C. Le cumul annuel moyen de précipitations est de 1 032 mm, avec 12,8 jours de précipitations en janvier et 8,2 jours en juillet. Pour la période 1991-2020, la température moyenne annuelle observée sur la station météorologique la plus proche, située sur la commune de Guéret à 11 km à vol d'oiseau, est de 11,3 °C et le cumul annuel moyen de précipitations est de 1 103,0 mm. Pour l'avenir, les paramètres climatiques de la commune estimés pour 2050 selon différents scénarios d’émission de gaz à effet de serre sont consultables sur un site dédié publié par Météo-France en novembre 2022.

### Milieux naturels et biodiversité

#### Espaces protégés
La protection réglementaire est le mode d’intervention le plus fort pour préserver des espaces naturels remarquables et leur biodiversité associée,.
Aucune aire protégée ne concerne le territoire communal.

#### Réseau Natura 2000
Le réseau Natura 2000 est un réseau écologique européen de sites naturels d'intérêt écologique élaboré à partir des directives habitats et oiseaux, constitué de zones spéciales de conservation (ZSC) et de zones de protection spéciale (ZPS).
Aucun site Natura 2000 n'a été défini sur la commune.

#### Zones naturelles d'intérêt écologique, faunistique et floristique
L'inventaire des zones naturelles d'intérêt écologique, faunistique et floristique (ZNIEFF) a pour objectif de réaliser une couverture des zones les plus intéressantes sur le plan écologique, essentiellement dans la perspective d’améliorer la connaissance du patrimoine naturel national et de fournir aux différents décideurs un outil d’aide à la prise en compte de l’environnement dans l’aménagement du territoire.
En 2022, deux ZNIEFF sont recensées sur la commune d’après l'INPN.
Le site « étang de Signolles et étang de Champroy », ou « étang des Signolles et étang de Champroy », est une zone naturelle d'intérêt écologique, faunistique et floristique (ZNIEFF) de type 1 de 37 hectares, entièrement située sur le territoire d'Ajain,.
Cette zone présente une diversité biologique importante avec 150 espèces animales recensées dont huit espèces déterminantes (un insecte, un mammifère et six oiseaux), ainsi que 113 espèces végétales dont deux déterminantes de plantes phanérogames.
Un petit site d'environ seize hectares fait partie de la ZNIEFF de type 2 « vallée du Verraux et ruisseaux affluents (Fragne, Clavérolles, rio Buzet) » ; correspondant à la vallée du premier affluent de rive droite du ruisseau de l'Étang de Clavérolles, ce site est localisé dans l'est du territoire communal, à l'est et au nord-est du lieu-dit-Rameix, soit environ 1,5 % de la superficie totale de la ZNIEFF.

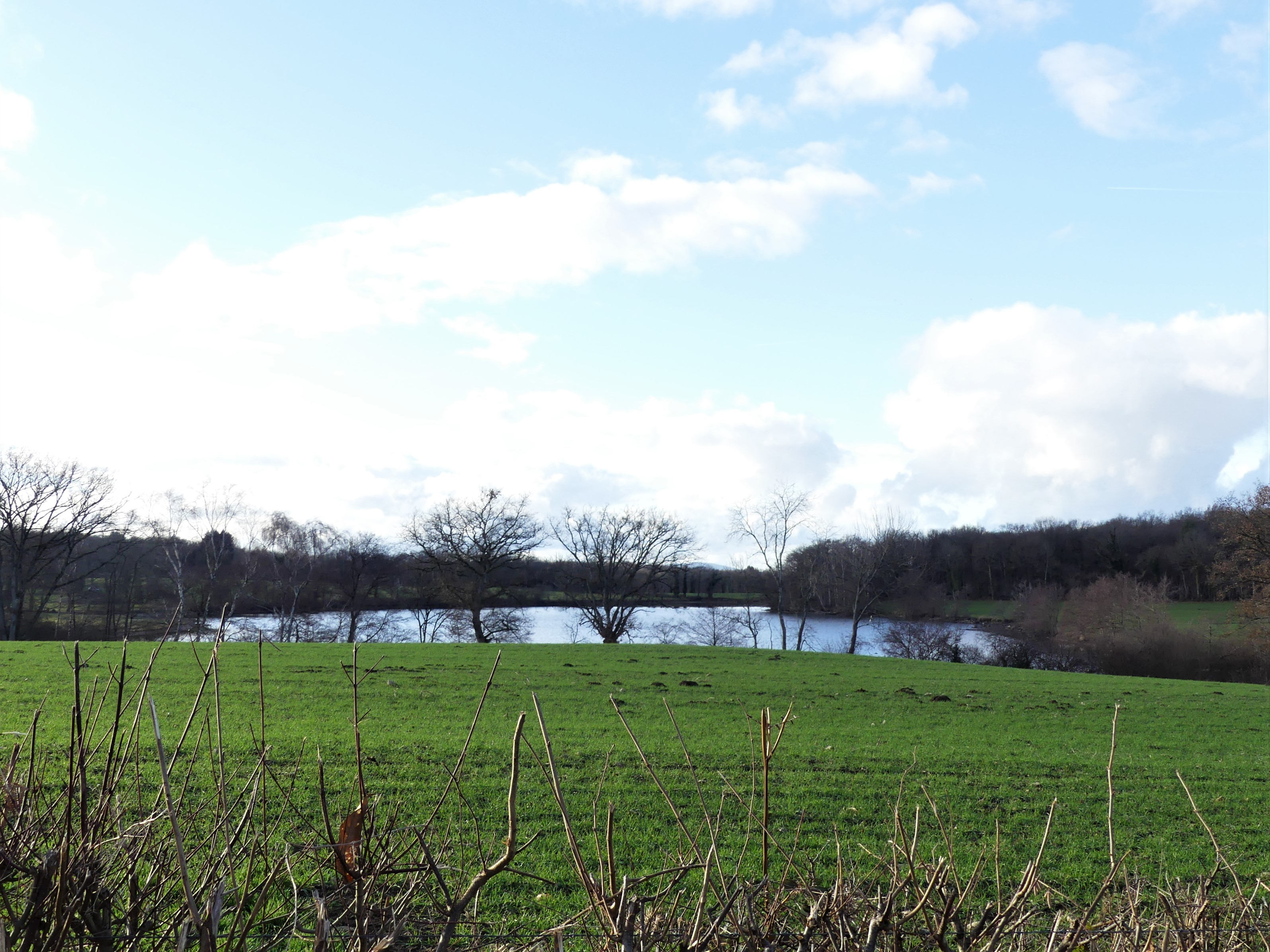
L'étang de Signolles vu depuis l'est.
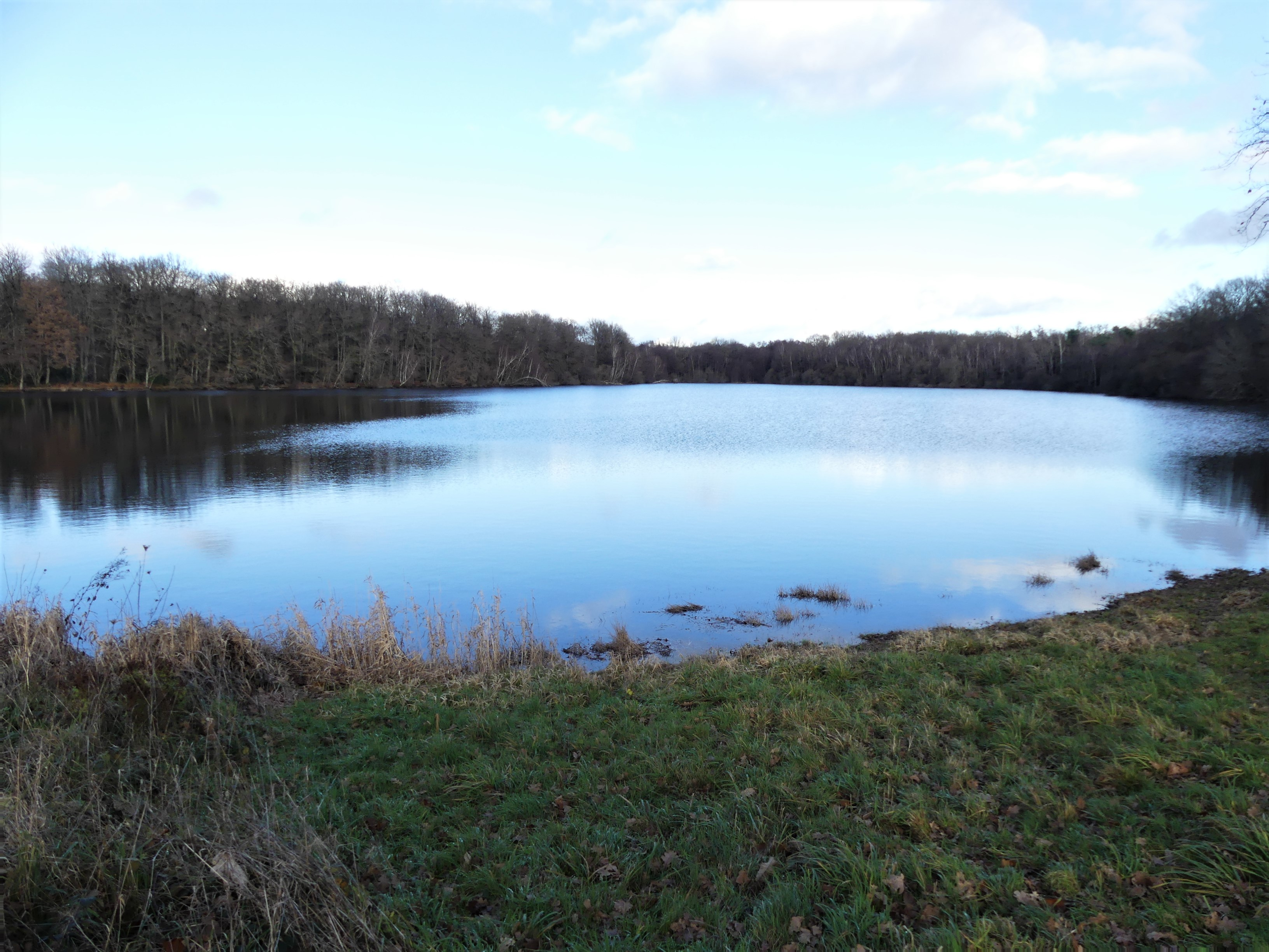
L'étang de Champroy vu depuis sa rive sud-ouest.
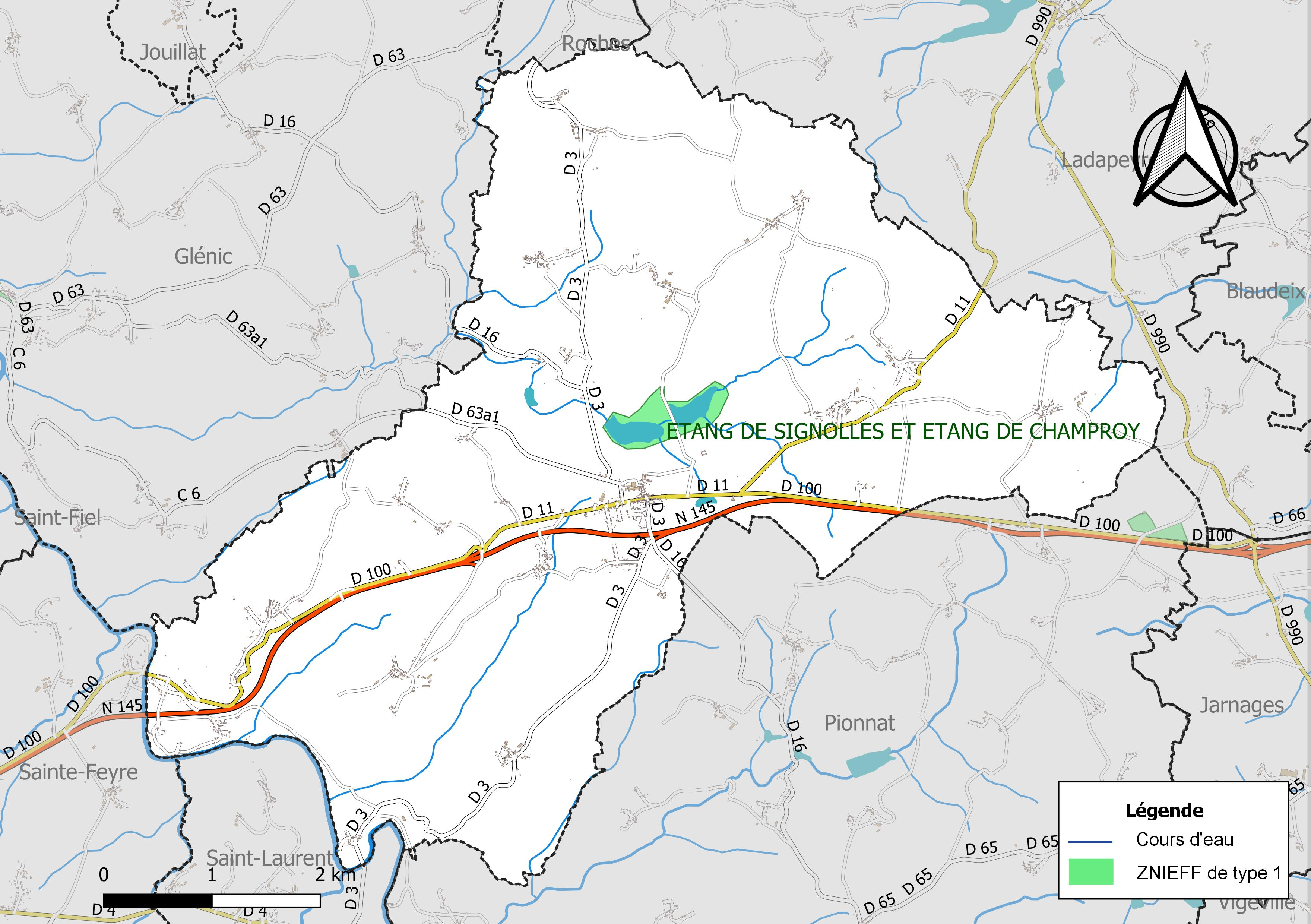
Carte de la ZNIEFF de type 1 sur Ajain.
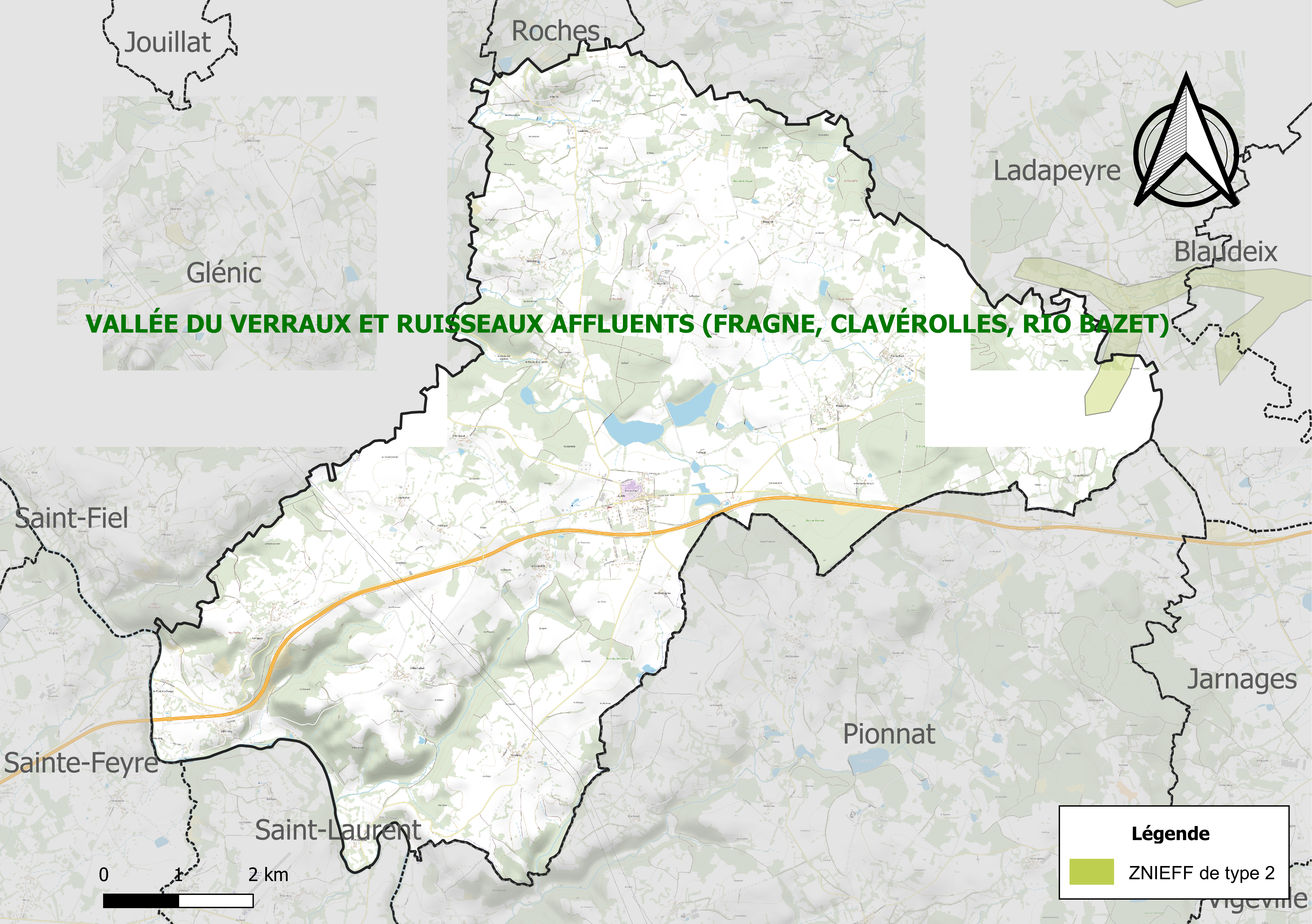
Carte de la ZNIEFF de type 2 sur Ajain.

## Urbanisme

### Typologie
Au 1er janvier 2024, Ajain est catégorisée commune rurale à habitat dispersé, selon la nouvelle grille communale de densité à 7 niveaux définie par l'Insee en 2022.
Elle est située hors unité urbaine. Par ailleurs la commune fait partie de l'aire d'attraction de Guéret, dont elle est une commune de la couronne,. Cette aire, qui regroupe 72 communes, est catégorisée dans les aires de moins de 50 000 habitants,.

### Occupation des sols
L'occupation des sols de la commune, telle qu'elle ressort de la base de données européenne d’occupation biophysique des sols Corine Land Cover (CLC), est marquée par l'importance des territoires agricoles (64,4 % en 2018), en augmentation par rapport à 1990 (63,3 %). La répartition détaillée en 2018 est la suivante : 
prairies (33,8 %), forêts (32,9 %), zones agricoles hétérogènes (30,6 %), zones urbanisées (0,8 %), milieux à végétation arbustive et/ou herbacée (0,8 %), eaux continentales (0,8 %), mines, décharges et chantiers (0,4 %). L'évolution de l’occupation des sols de la commune et de ses infrastructures peut être observée sur les différentes représentations cartographiques du territoire : la carte de Cassini (XVIIIe siècle), la carte d'état-major (1820-1866) et les cartes ou photos aériennes de l'IGN pour la période actuelle (1950 à aujourd'hui).

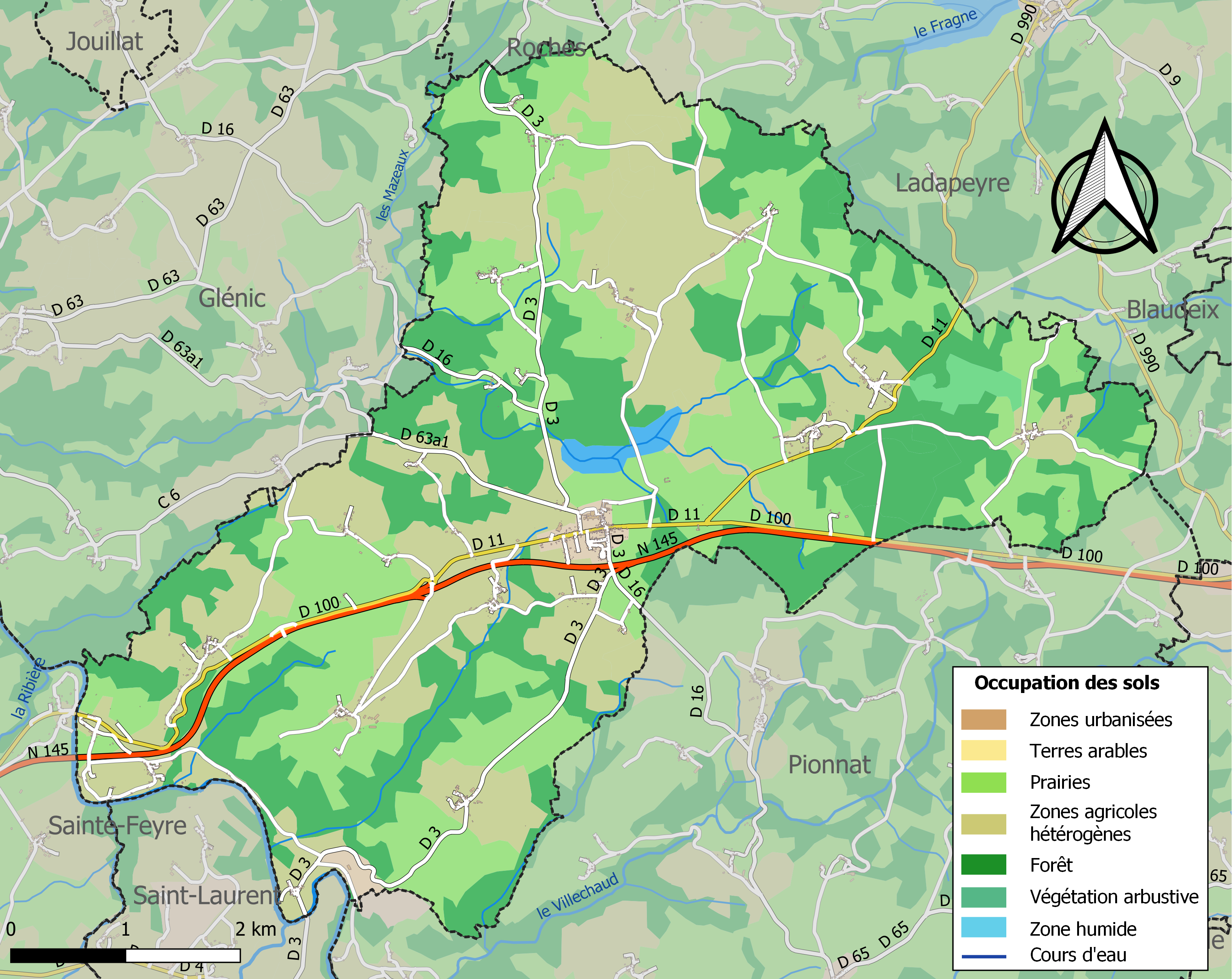
Carte des infrastructures et de l'occupation des sols de la commune en 2018 (CLC).

### Transports en commun
- Réseau TransCreuse

### Risques majeurs
Le territoire de la commune d'Ajain est vulnérable à différents aléas naturels : météorologiques (tempête, orage, neige, grand froid, canicule ou sécheresse), inondations et séisme (sismicité faible). Il est également exposé à deux risques technologiques,  le transport de matières dangereuses et la rupture d'un barrage, et à un risque particulier : le risque de radon. Un site publié par le BRGM permet d'évaluer simplement et rapidement les risques d'un bien localisé soit par son adresse soit par le numéro de sa parcelle.

#### Risques naturels
Certaines parties du territoire communal sont susceptibles d’être affectées par le risque d’inondation par débordement de cours d'eau, notamment la Creuse. La commune a été reconnue en état de catastrophe naturelle au titre des dommages causés par les inondations et coulées de boue survenues en 1982 et 1999,.

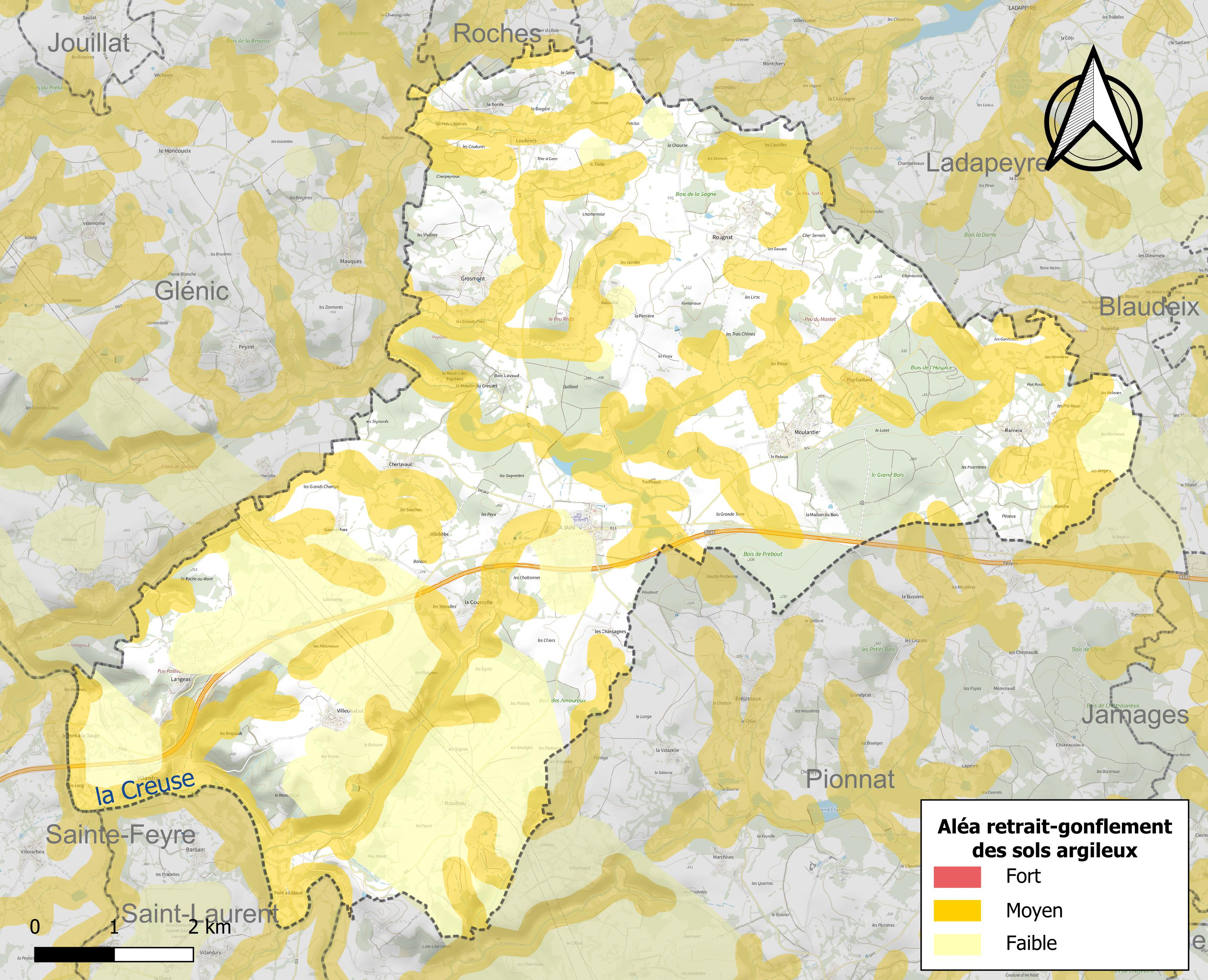
Carte des zones d'aléa retrait-gonflement des sols argileux d'Ajain.

Le retrait-gonflement des sols argileux est susceptible d'engendrer des dommages importants aux bâtiments en cas d’alternance de périodes de sécheresse et de pluie. 38,6 % de la superficie communale est en aléa moyen ou fort (33,6 % au niveau départemental et 48,5 % au niveau national). Sur les 545 bâtiments dénombrés sur la commune en 2019,  130 sont en aléa moyen ou fort, soit 24 %, à comparer aux 25 % au niveau départemental et 54 % au niveau national. Une cartographie de l'exposition du territoire national au retrait gonflement des sols argileux est disponible sur le site du BRGM,.
Par ailleurs, afin de mieux appréhender le risque d’affaissement de terrain, l'inventaire national des cavités souterraines permet de localiser celles situées sur la commune.
Concernant les mouvements de terrains, la commune a été reconnue en état de catastrophe naturelle au titre des dommages causés par des mouvements de terrain en 1999.

#### Risques technologiques
Le risque de transport de matières dangereuses sur la commune est lié à sa traversée par une ou des infrastructures routières ou ferroviaires importantes ou la présence d'une canalisation de transport d'hydrocarbures. Un accident se produisant sur de telles infrastructures est susceptible d’avoir des effets graves sur les biens, les personnes ou l'environnement, selon la nature du matériau transporté. Des dispositions d’urbanisme peuvent être préconisées en conséquence.
La commune est en outre située en aval du  barrage de Confolent, un ouvrage sur la Creuse de classe A soumis à PPI, disposant d'une retenue de 4,7 millions de mètres cubes. À ce titre elle est susceptible d’être touchée par l’onde de submersion consécutive à la rupture de cet ouvrage.

#### Risque particulier
Dans plusieurs parties du territoire national, le radon, accumulé dans certains logements ou autres locaux, peut constituer une source significative d’exposition de la population aux rayonnements ionisants. Certaines communes du département sont concernées par le risque radon à un niveau plus ou moins élevé. Selon la classification de 2018, la commune d'Ajain est classée en zone 3, à savoir zone à potentiel radon significatif.

## Toponymie
En occitan, la commune porte le nom d'Agenh.

## Histoire

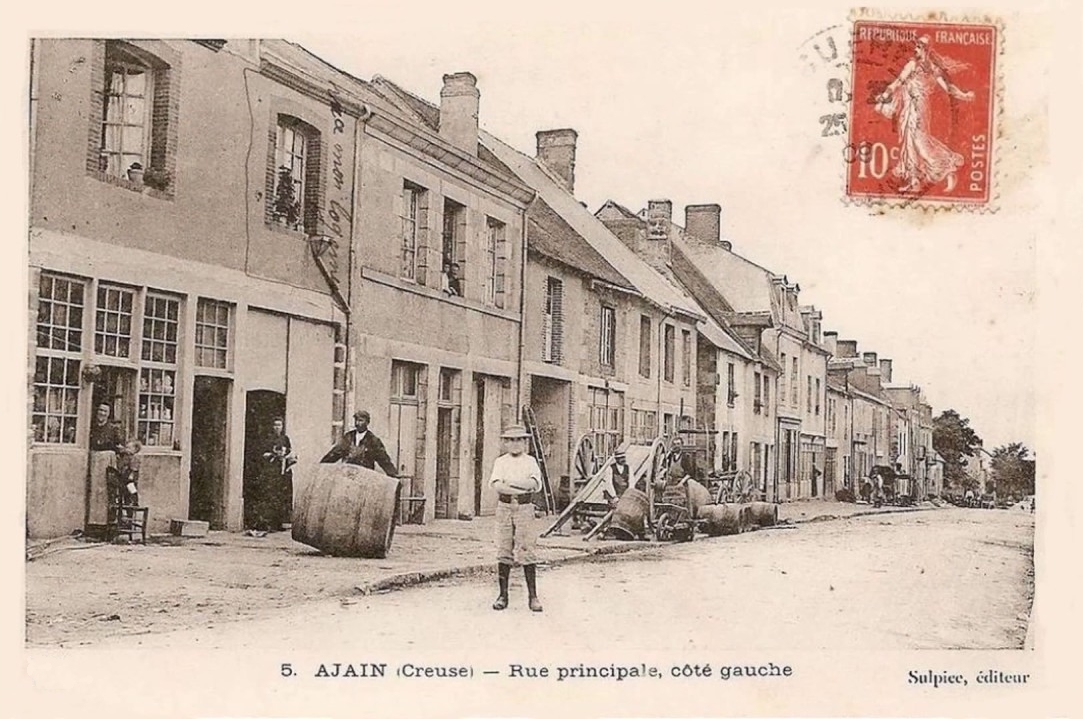
Carte postale du village en 1909.

Avant la Révolution française, la majorité des habitants du village d'Ajain étaient tenanciers de la commanderie de Blaudeix.
Ajain fait partie des très nombreuses communes françaises créées dans les débuts de la Révolution.
En juin 1848, les révoltés d'Ajain sont des paysans des communes d'Ajain, Ladapeyre et Pionnat qui marchent sur Guéret. Ils veulent délivrer leurs camarades emprisonnés pour s'être opposés à l'impôt des 45 centimes que le gouvernement provisoire de la nouvelle République vient de voter le 16 mars 1848. À l'entrée de la ville, l'affrontement avec la Garde nationale fait 16 morts parmi les manifestants.

## Politique et administration

### Région
Jusqu'au 31 décembre 2015, Ajain comme toutes les communes du département de la Creuse faisait partie de la région Limousin.
Cette région fusionne avec l'Aquitaine et Poitou-Charentes pour former au 1er janvier 2016 la région Nouvelle-Aquitaine.
Le président du conseil régional de Nouvelle-Aquitaine est le socialiste Alain Rousset depuis 2016, réélu en 2021.

### Circonscription
Ajain appartenait à la première circonscription de la Creuse qui était composée des cantons de : Bénévent-l'Abbaye, Bonnat, Bourganeuf, Dun-le-Palestel, Le Grand-Bourg, Guéret-Nord, Guéret-Sud-Est, Guéret-Sud-Ouest, Saint-Vaury et la Souterraine.
À la suite du redécoupage des circonscriptions législatives françaises de 2010, la Creuse ne comporte plus qu'une circonscription unique regroupant les anciennes première et deuxième circonscriptions de la Creuse. Ce nouveau découpage électoral s'applique à partir des élections législatives de 2012.
Lors des élections législatives de 2022, la députée Catherine Couturier d'étiquette LFI-NUPES a été élue pour la XVIe législature de la Cinquième République.

### Département
Le département de la Creuse a été créé à la Révolution française, le 4 mars 1790 en application de la loi du 22 décembre 1789, essentiellement à partir de l'ancienne province de la Marche. Ses habitants sont appelés les Creusois.
Jusqu'aux élections cantonales de 2011, les conseillers généraux sont élus dans le cadre des cantons pour une durée de six ans. Dans la Creuse, il y a alors 27 cantons et donc 27 conseillers généraux. Ces derniers élisent en leur sein le président du Conseil général de la Creuse.
Ajain faisait alors partie du canton de Guéret-Nord.
À la suite redécoupage cantonal de 2014, le nombre de cantons descend à quinze. Dans chacun d'entre eux est élu un binôme mixte de conseillers départementaux à partir des élections départementales de 2015. Les 30 conseillers départementaux élisent le président du Conseil départemental de la Creuse.
Ajain est désormais rattachée au canton de Saint-Vaury.
Lors des élections départementales de 2021, c'est le binôme socialiste composé de Philippe Bayol et d'Armelle Martin qui a été élu.
La présidente du conseil départemental est Valérie Simonet (Les Républicains) depuis 2015, réélue en 2021.

### Communauté de communes
Ajain fait partie des communes fondatrices de la « communauté de communes de Guéret Saint-Vaury », une structure intercommunale regroupant 17 communes à sa création en 1999 : Ajain, Gartempe, Guéret, La Brionne, La Chapelle-Taillefert, La Saunière, Montaigut-le-Blanc, Saint-Christophe, Saint-Fiel, Saint-Laurent, Saint-Léger-le-Guérétois, Saint-Silvain-Montaigut, Saint-Sulpice-le-Guérétois, Saint-Vaury, Saint-Victor-en-Marche, Sainte-Feyre et Savennes.
Elle passe ensuite à 19 communes au 1er janvier 2003, avec l'adhésion de Bussière-Dunoise et Glénic.
Au 1er janvier 2013, avec l'arrivée de trois nouvelles communes Anzême, Jouillat et Saint-Éloi, l'intercommunalité regroupe 22 communes et change de nom et de structure en devenant la communauté d'agglomération du Grand Guéret.
Celle-ci s'élargit de nouveau le 1er janvier 2018, composée de 25 communes, avec l'arrivée de Mazeirat, Peyrabout et Saint-Yrieix-les-Bois.
Elle est présidée depuis 2014 par Éric Correia, conseiller municipal de Guéret et conseiller régional de Nouvelle-Aquitaine (de 2015 à 2021).

### Liste des maires

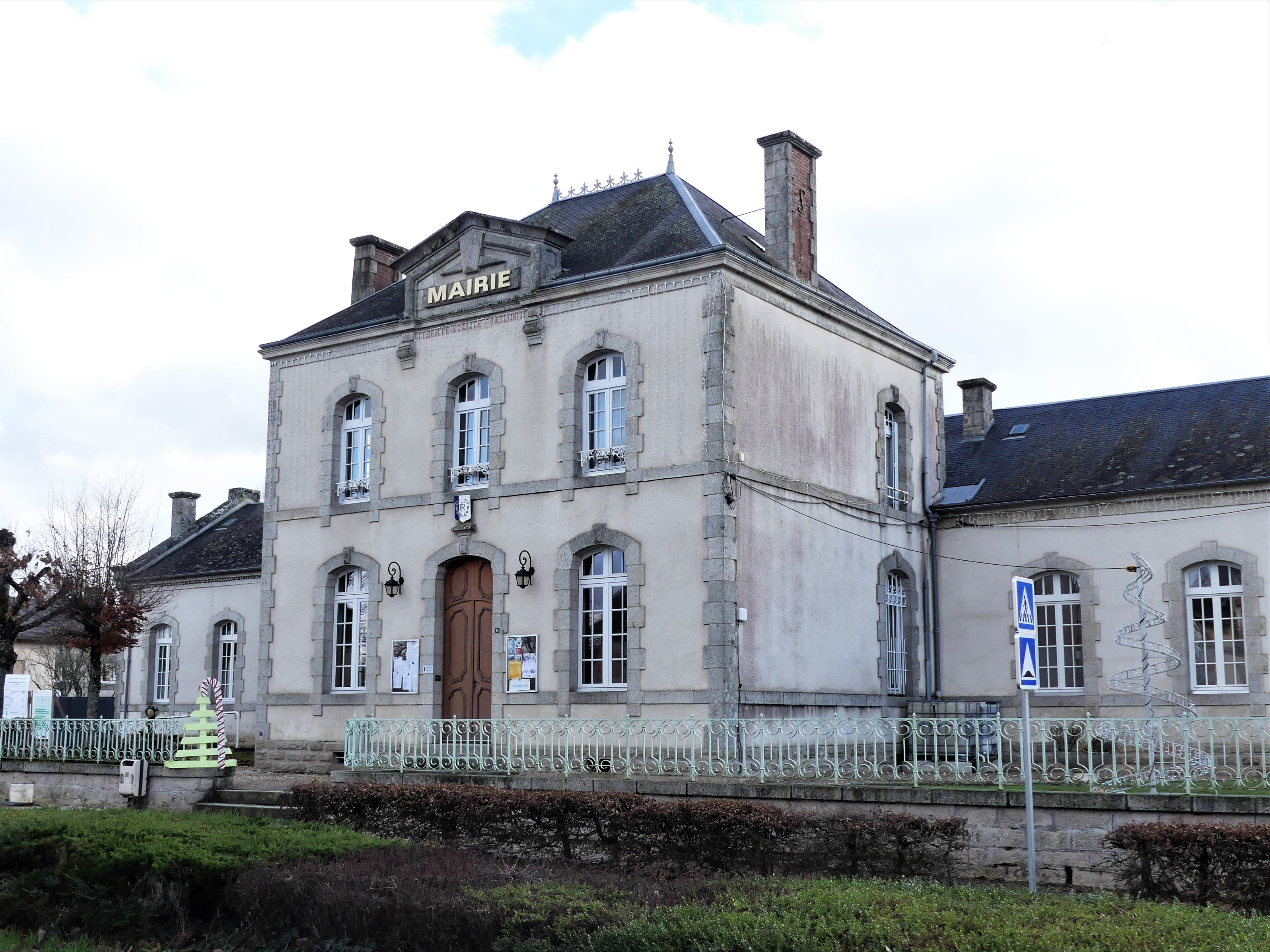
La mairie en 2022.

| Période                                  | Période  | Identité         | Étiquette | Qualité  |
| ---------------------------------------- | -------- | ---------------- | --------- | -------- |
| Les données manquantes sont à compléter. |          |                  |           |          |
|                                          |          |                  |           |          |
| mars 2001                                | 2008     | Jean Luc Bernard | RPR       |          |
| mars 2008                                | 2014     | Jean Boyer       |           |          |
| mars 2014                                | En cours | Guy Rouchon      | PS        | Retraité |

## Population et société

### Démographie

#### Évolution démographique
L'évolution du nombre d'habitants est connue à travers les recensements de la population effectués dans la commune depuis 1793. Pour les communes de moins de 10 000 habitants, une enquête de recensement portant sur toute la population est réalisée tous les cinq ans, les populations de référence des années intermédiaires étant quant à elles estimées par interpolation ou extrapolation. Pour la commune, le premier recensement exhaustif entrant dans le cadre du nouveau dispositif a été réalisé en 2005.

En 2022, la commune comptait 1 028 habitants, en évolution de −9,43 % par rapport à 2016 (Creuse : −3,32 %, France hors Mayotte : +2,11 %).
| 1793  | 1800  | 1806  | 1821  | 1831  | 1836  | 1841  | 1846  | 1851  |
| ----- | ----- | ----- | ----- | ----- | ----- | ----- | ----- | ----- |
| 1 572 | 1 433 | 1 394 | 1 446 | 1 838 | 1 835 | 1 815 | 2 156 | 2 156 |

| 1856  | 1861  | 1866  | 1872  | 1876  | 1881  | 1886  | 1891  | 1896  |
| ----- | ----- | ----- | ----- | ----- | ----- | ----- | ----- | ----- |
| 2 070 | 2 012 | 2 027 | 1 937 | 1 974 | 1 881 | 1 910 | 1 972 | 1 937 |

| 1901  | 1906  | 1911  | 1921  | 1926  | 1931  | 1936  | 1946  | 1954  |
| ----- | ----- | ----- | ----- | ----- | ----- | ----- | ----- | ----- |
| 1 979 | 1 790 | 1 537 | 1 395 | 1 325 | 1 328 | 1 229 | 1 131 | 1 161 |

| 1962  | 1968  | 1975 | 1982 | 1990 | 1999  | 2005  | 2006  | 2010  |
| ----- | ----- | ---- | ---- | ---- | ----- | ----- | ----- | ----- |
| 1 128 | 1 082 | 887  | 932  | 982  | 1 034 | 1 087 | 1 092 | 1 098 |

| 2015  | 2020  | 2022  | - | - | - | - | - | - |
| ----- | ----- | ----- | - | - | - | - | - | - |
| 1 130 | 1 043 | 1 028 | - | - | - | - | - | - |

#### Pyramide des âges
La population de la commune est relativement âgée.
En 2018, le taux de personnes d'un âge inférieur à 30 ans s'élève à 24,2 %, soit en dessous de la moyenne départementale (25,7 %). À l'inverse, le taux de personnes d'âge supérieur à 60 ans est de 44,3 % la même année, alors qu'il est de 38,4 % au niveau départemental.
En 2018, la commune comptait 508 hommes pour 598 femmes, soit un taux de 54,07 % de femmes, largement supérieur au taux départemental (51,47 %).
Les pyramides des âges de la commune et du département s'établissent comme suit.
| Hommes | Classe d’âge | Femmes |
| ------ | ------------ | ------ |
| 2,0    | 90 ou +      | 11,8   |
| 14,2   | 75-89 ans    | 18,7   |
| 22,9   | 60-74 ans    | 18,3   |
| 18,0   | 45-59 ans    | 15,6   |
| 16,9   | 30-44 ans    | 13,1   |
| 9,3    | 15-29 ans    | 7,6    |
| 16,7   | 0-14 ans     | 14,9   |

| Hommes | Classe d’âge | Femmes |
| ------ | ------------ | ------ |
| 1,4    | 90 ou +      | 3,5    |
| 10,5   | 75-89 ans    | 14,5   |
| 24,7   | 60-74 ans    | 24     |
| 21,4   | 45-59 ans    | 20,4   |
| 14,9   | 30-44 ans    | 13,8   |
| 13,5   | 15-29 ans    | 11,2   |
| 13,7   | 0-14 ans     | 12,7   |

## Culture locale et patrimoine

### Lieux et monuments
- L'église de l'Assomption-de-la-Vierge, église fortifiée de la fin du XIIIe siècle, classée au titre des monuments historiques en 1930[40].
- Chapelle Notre-Dame de Bonnefond[Note 8] ou Notre-Dame de Bellefond[41].
- Stèle des Creusois morts pour la France en Afrique du Nord.

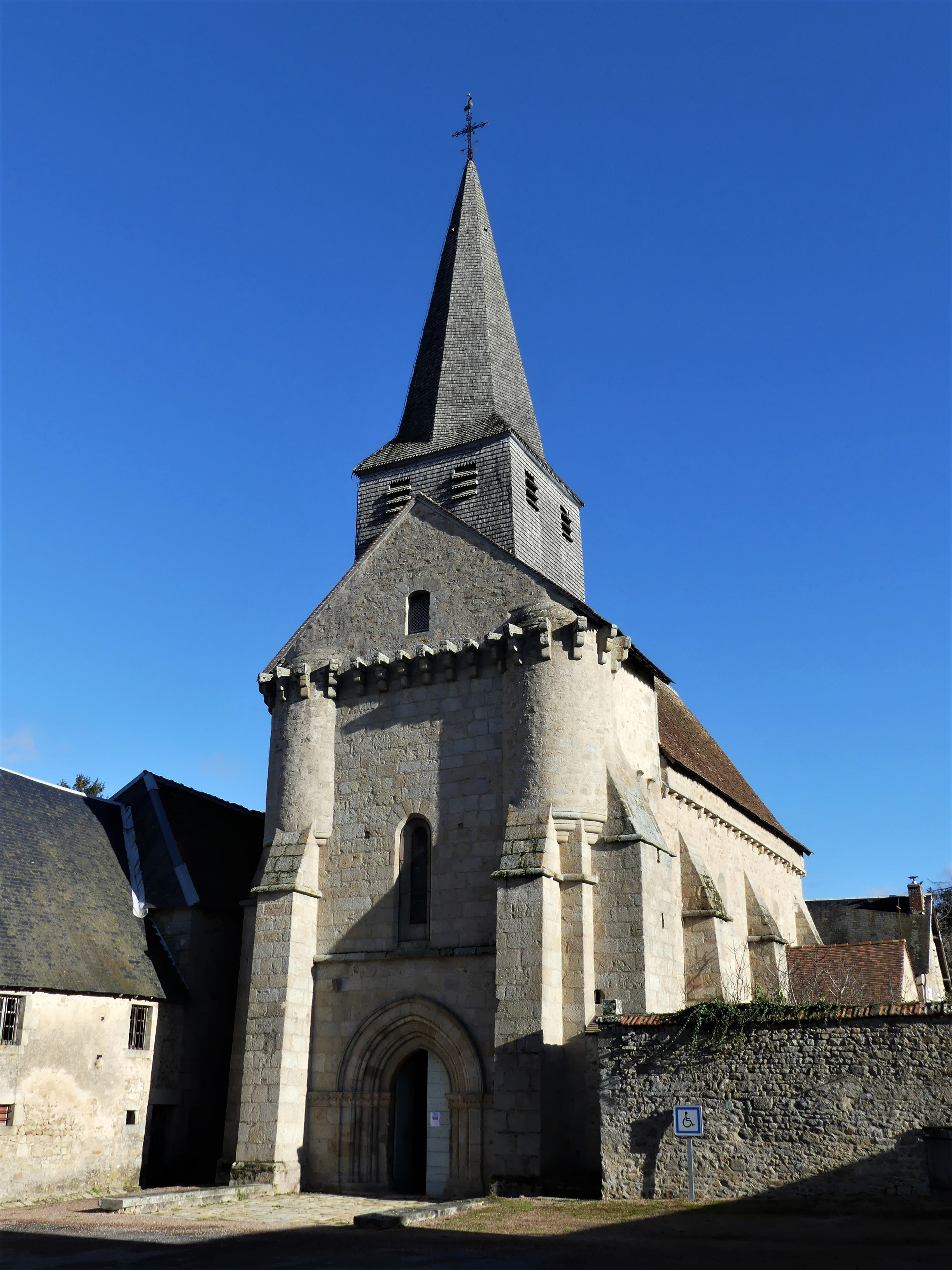
La façade ouest de l'église de l'Assomption-de-la-Vierge.
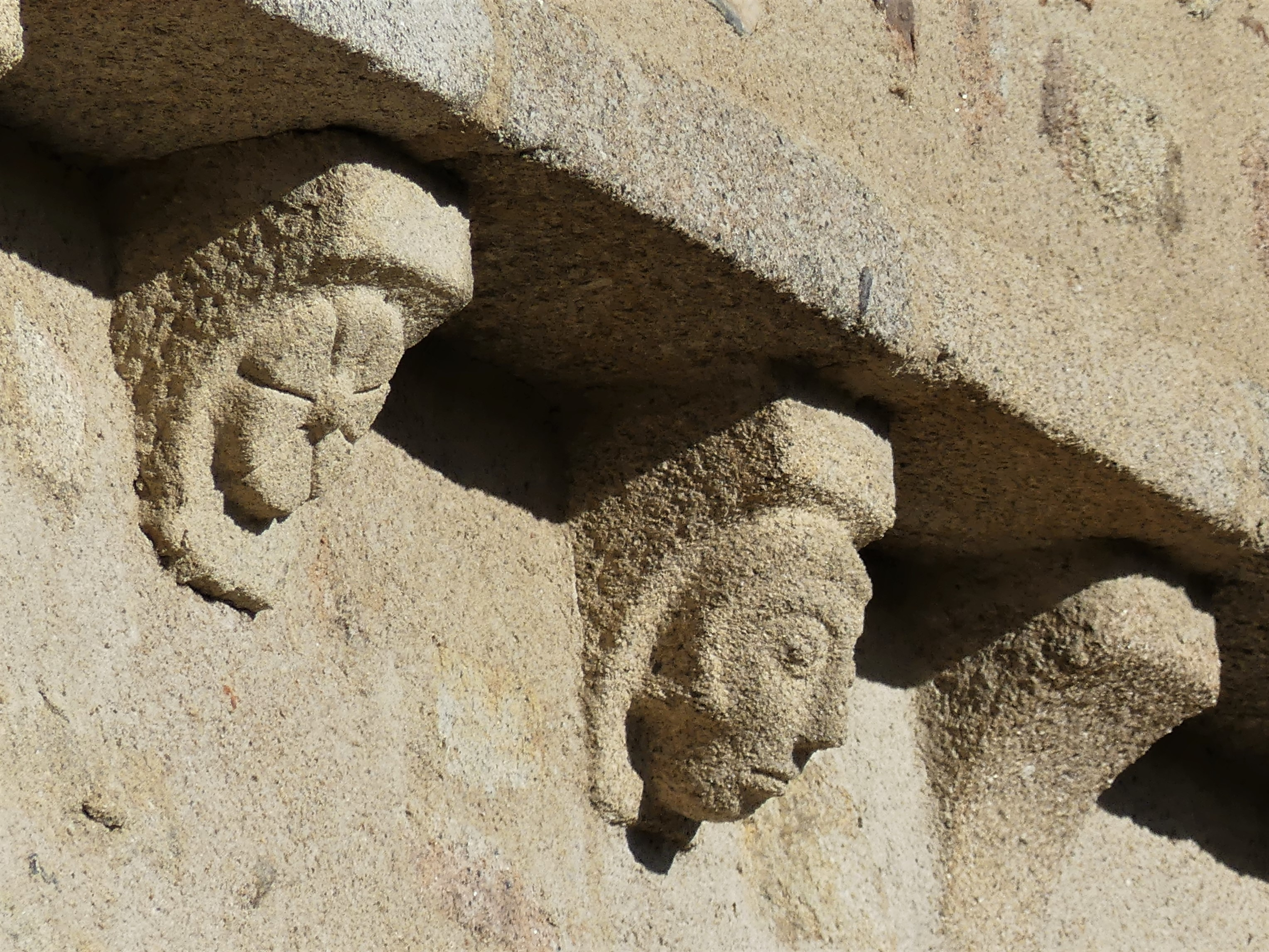
Modillons de la façade sud.
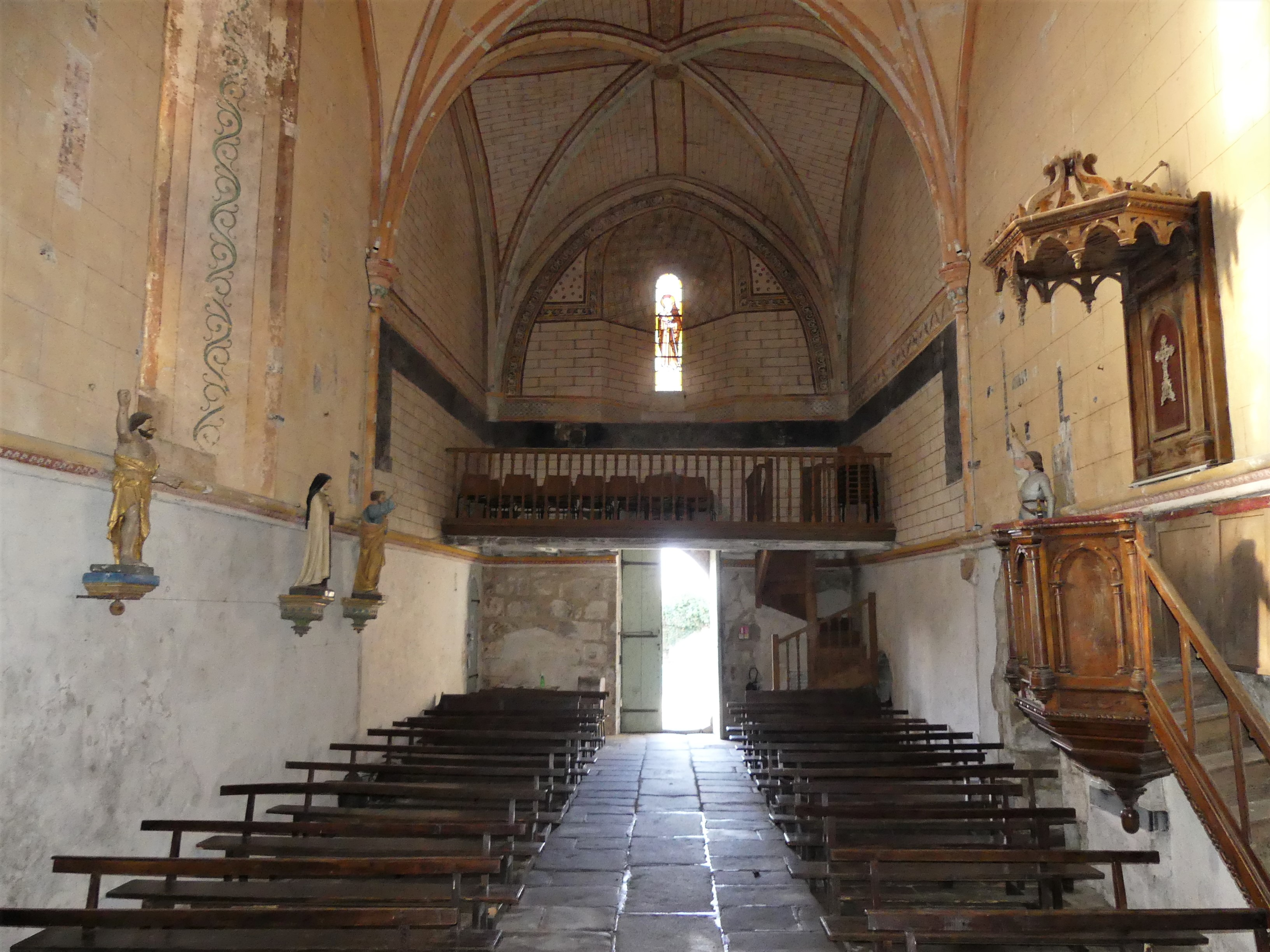
La nef.
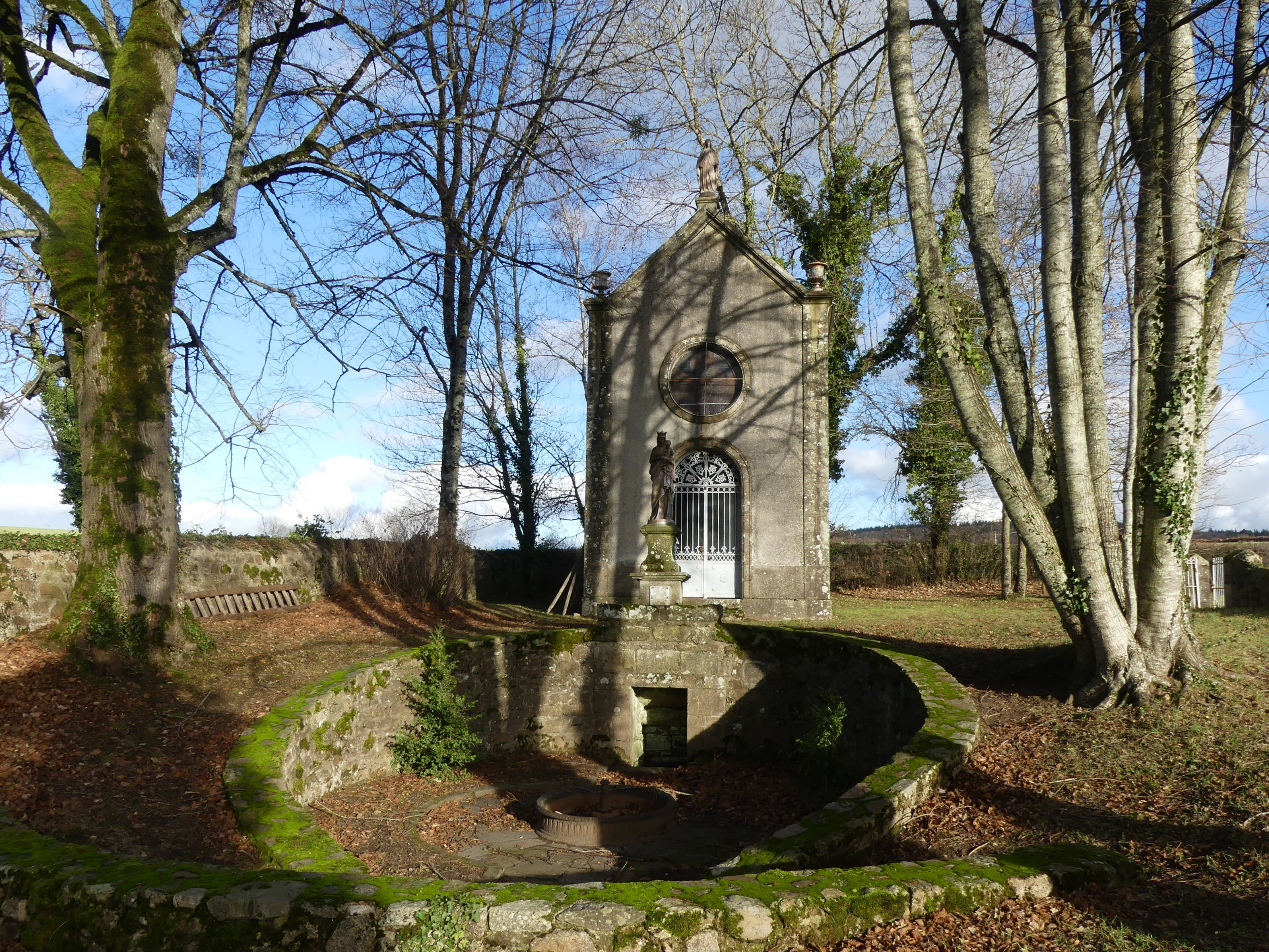
La fontaine et la chapelle de Bonnefond.
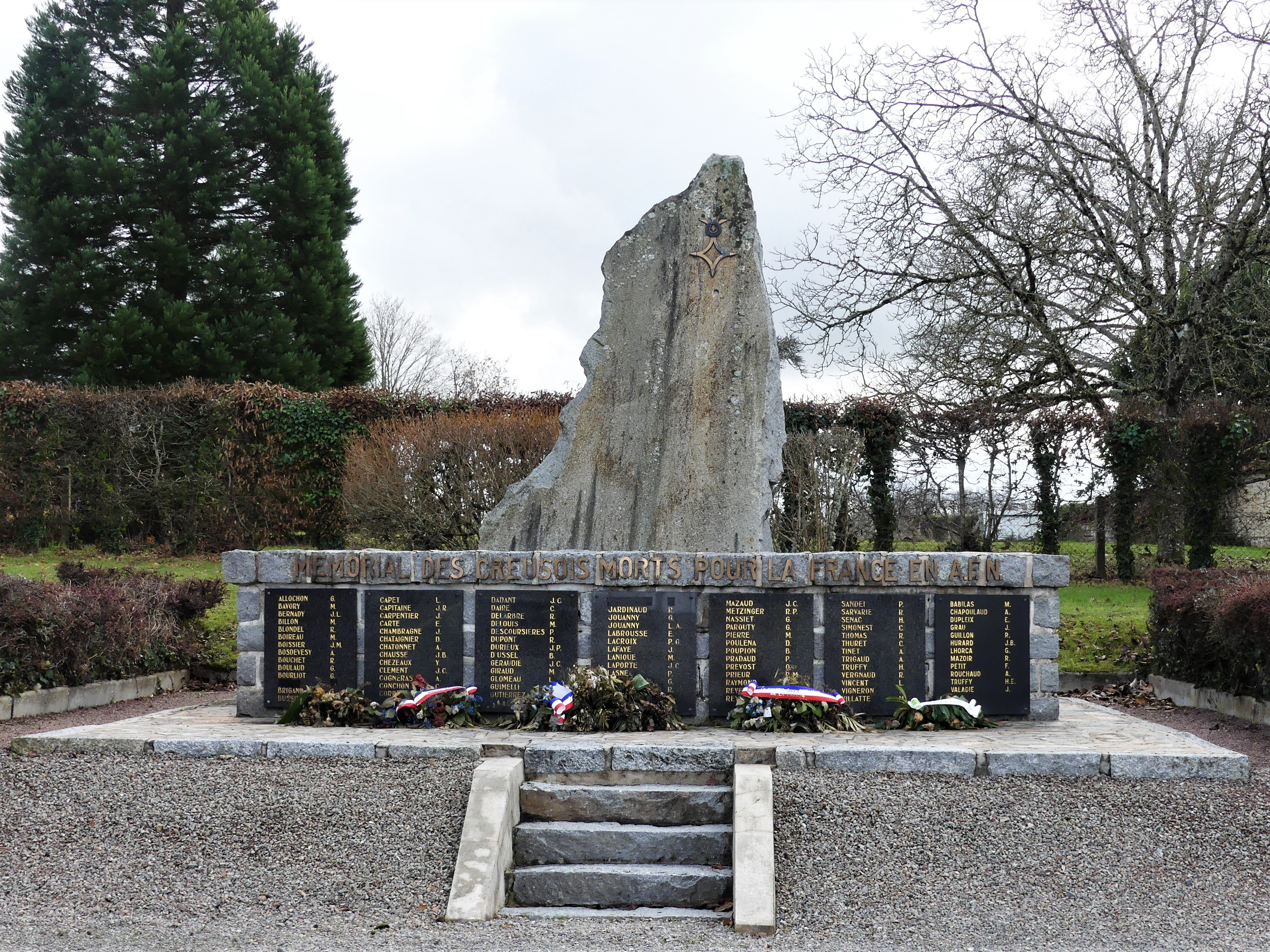
Le mémorial des Creusois morts pour la France en Afrique du Nord.
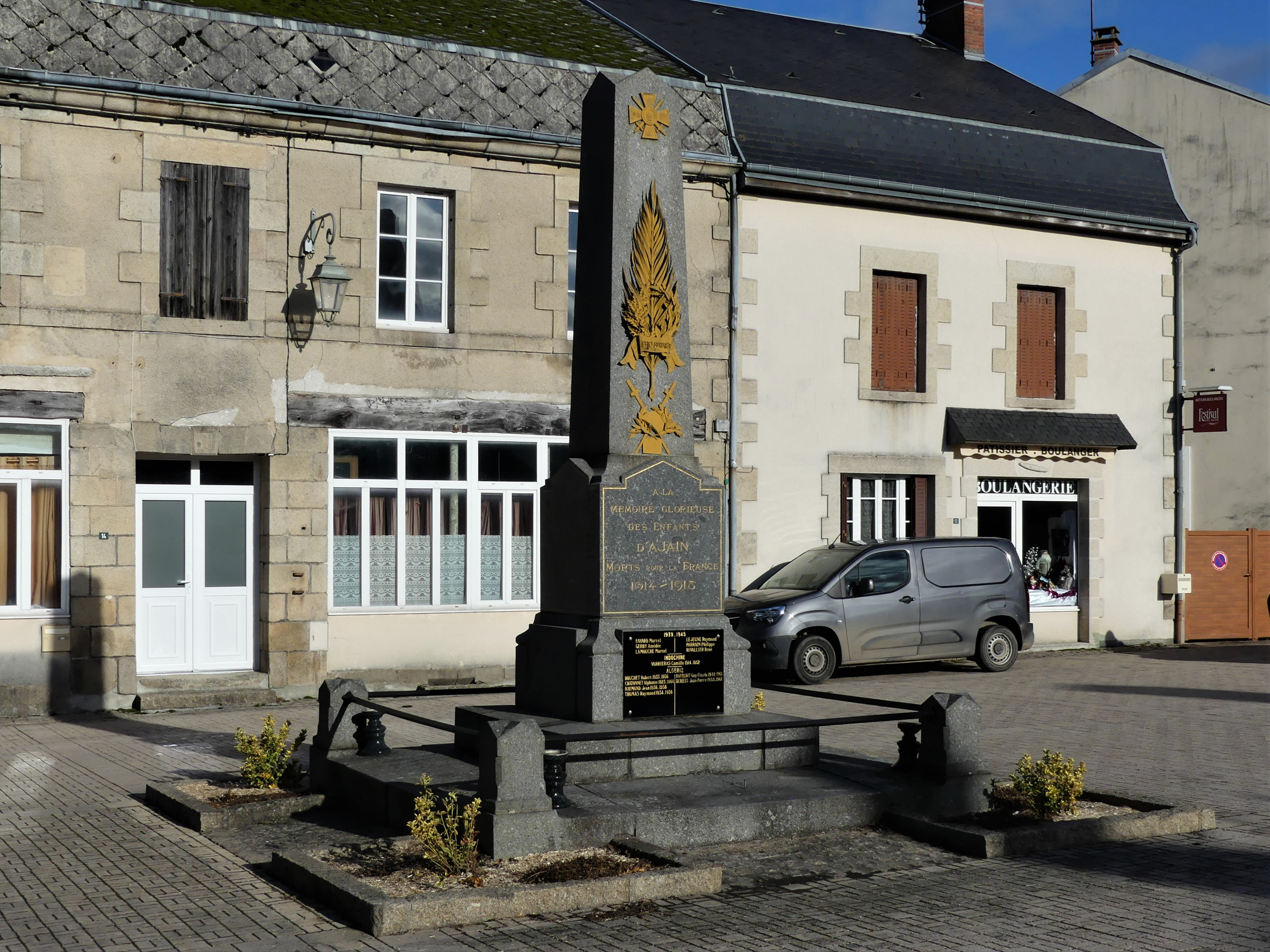
Le monument aux morts.

### Personnalités liées à la commune
- Georges Thévenot (1899-1983), latiniste français, né à Ajain.